# Mantykora: Legendarny potwór
Mantykora: Legendarny potwór (ang. Manticore) – amerykański horror z gatunku science fiction z 2005 roku w reżyserii Trippa Reeda.
Światowa premiera filmu miała miejsce 26 listopada 2005 roku na antenie Sci-Fi Channel.

## Opis fabuły
Terroryści chcą wykraść z narodowego muzeum amulety, dzięki którym powrócą do życia starożytne mantykory. Niebawem bestie z głową mężczyzny, ciałem lwa i ogonem smoka ożywają. Do walki z nimi stają żołnierze Baxter (Robert Beltran) i Keats (Heather Donahue).

## Obsada
- Robert Beltran jako sierżant Tony Baxter
- Heather Donahue jako kapral Keats
- Chase Masterson jako Ashley Pierce
- Jeff Fahey jako Kramer
- A. J. Buckley jako szeregowy Sulley
- Michail Elenov jako Fathi
- Edmund Druilhet jako sierżant Cohen
- Jonas Talkington jako Mouth
- Richard Gnolfo jako John Busey
- Jeff M. Lewis jako Ortiz
- Faran Tahir jako Umari